# İsmail Enver
Ismail Enver (turško: اسماعيل انور), turški častnik, * 22. november 1881, Carigrad, † 4. avgust 1922, Ab-i-Derya, Dušanbe, Tadžikistan.
Evropejcem je bil znan kot Enver Paša (turško: Enver Paşa) ali Enver Bey.
Bil je turški vojaški častnik in vodja mladoturkov. Za dosežke revolucije je prejel nadimek »Heroj svobode« (Hürriyet Kahramanı). Bil je vojaški vodja
Otomanskega cesarstva med obema Balkanskima vojnama in 1. svetovno vojno.